# Glaucé fille de Créon
Pour les articles homonymes, voir Glaucé et Créuse.

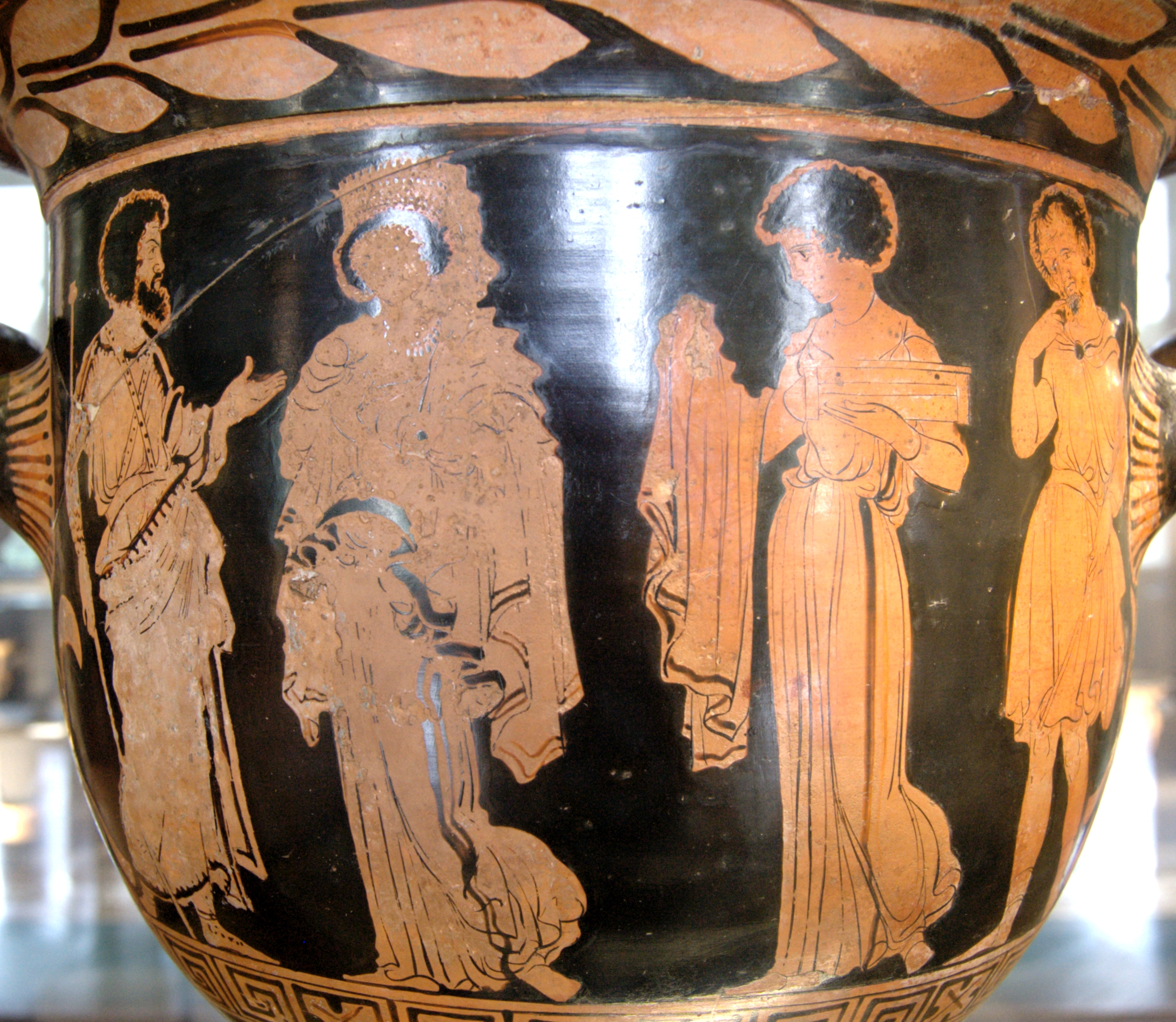
Les dons de Médée à Créuse (?), cratère lucanien à figures rouges, vers -390, musée du Louvre (CA 2193)

Dans la mythologie grecque, Glaucé (du grec ancien Γλαυκή / Glaukế), ou Créuse (Κρέουσα / Kréousa) selon les auteurs, est la fille de Créon, roi de Corinthe.
Glaucé était destinée à un roi de Grèce, mais Créon lui donne Jason pour époux. Jason l'épouse et répudie Médée, mais celle-ci se venge en offrant une couronne d'or et une tunique empoisonnées à Glaucé qui la font périr en s'enflammant. Créon meurt en serrant sa fille dans ses bras. Médée tue aussi les enfants qu'elle a conçus avec Jason, Merméros et Phérès.

### Sources antiques
- Hygin, Fables [détail des éditions] [(la) lire en ligne], XXV (« Médée »).